# Patricio Rodríguez
Pour les articles homonymes, voir Rodríguez.
Patricio H. Rodríguez, né le 20 décembre 1938 à Santiago (Chili) et mort le 23 juin 2020 en Floride (États-Unis), est un joueur puis entraîneur chilien de tennis.

## Carrière
Fidèle représentant de l'équipe du Chili de Coupe Davis, Patricio Rodríguez a évolué au sein de la zone européenne entre 1958 et 1963, en atteignant à deux reprises les quarts de finale. En 1964, il participe à la finale la zone américaine à Minneapolis contre l'Australie de Fred Stolle et Roy Emerson mais perd ses trois matchs. En 1967, il dispute les demi-finales de la zone européenne contre l'Union Soviétique. Sélectionné à 20 reprises en Coupe Davis, son bilan est de 19 victoires pour 25 défaites.
Malgré une trentaine de participations à des tournois du Grand Chelem, il n'a jamais dépassé le troisième tour, réalisé notamment à Roland-Garros en 1970.
Actif sur le circuit international depuis 1957, il a remporté une vingtaine de titres dont les Internationaux d'Union Soviétique en 1961, le championnat de Bavière en 1963, de Gstaad et de Tchécoslovaquie en 1965, et le tournoi de Naples en 1969. Il est aussi demi-finaliste à Aix en Provence en 1969 en battant Nikola Pilić.
Il se fait plus rare dans les années 1970 et ses apparitions se limitent principalement au circuit européen sur terre battue. Il dispute son dernier tournoi officiel en simple en 1978 à Toronto contre John McEnroe et en double en 1983 à Forest Hills.
Après sa carrière, Patricio Rodriguez a notamment été l'entraîneur de José Luis Clerc et d'Andrés Gómez lors de son titre aux Internationaux de France en 1990. En 2004, il mène Nicolás Massú jusqu'à la médaille d'or aux Jeux d'Athènes.

## Vie privée
En 1966, il se marie avec la joueuse de tennis française Michelle Boulle, qui prend alors son nom et sa nationalité.

## Palmarès (partiel)

### Titres en simple messieurs
| No | Date       | Nom et lieu du tournoi                      | Catégorie | Surface      | Finaliste       | Score                   |  |
| -- | ---------- | ------------------------------------------- | --------- | ------------ | --------------- | ----------------------- |  |
| 1  | 23-03-1963 | Kingston International Invitation, Kingston |           | Gazon (ext.) | Mike Sangster   | 4-6, 7-5, 6-3           |  |
| 2  | 19-08-1963 | Bavarian Tennis Championships, Munich       |           | Terre (ext.) | Nikola Pilić    | 1-6, 4-6, 7-5, 9-7, 6-2 |  |
| 3  | 18-07-1965 | Gstaad International, Gstaad                |           | Terre (ext.) | Thomaz Koch     | 2-6, 6-3, 6-2, 6-2      |  |
| 4  | 1969       | Napoli Championships, Naples                |           | Terre (ext.) | Martin Mulligan | 8-6, 6-3, 0-6, 6-3      |  |

### Finale en simple messieurs
| No | Date       | Nom et lieu du tournoi                     | Catégorie | Surface      | Vainqueur          | Score                   |  |
| -- | ---------- | ------------------------------------------ | --------- | ------------ | ------------------ | ----------------------- |  |
| 1  | 04-11-1962 | South American Championships, Buenos Aires |           | Terre (ext.) | Jan-Erik Lundqvist | 2-6, 6-4, 7-5, 2-6, 6-3 |  |

### Titres en double messieurs
| No | Date | Nom et lieu du tournoi                   | Catégorie | Surface      | Partenaire       | Finalistes                        | Score                    |  |
| -- | ---- | ---------------------------------------- | --------- | ------------ | ---------------- | --------------------------------- | ------------------------ |  |
| 1  | 1968 | Tournoi de tennis de Barcelone Barcelone |           | Terre (ext.) | Carlos Fernandes | Thomaz Koch José Edison Mandarino | 6-2, 3-6, 6-3, 6-1, 6-4  |  |
| 2  | 1969 | Tournoi de tennis de Barcelone Barcelone |           | Terre (ext.) | Manuel Orantes   | Terry Addison Ray Keldie          | 8-10, 6-3, 6-1, 5-7, 6-2 |  |

## Parcours dans les tournois duGrand Chelem

### En simple
| Année | Open d'Australie | Open d'Australie | Internationaux de France | Internationaux de France | Wimbledon       | Wimbledon        | US Open         | US Open        |
| ----- | ---------------- | ---------------- | ------------------------ | ------------------------ | --------------- | ---------------- | --------------- | -------------- |
| 1957  | —                | —                | —                        | —                        | —               | —                | 1er tour (1/64) | Van Rensselaer |
| 1958  | —                | —                | 2e tour (1/32)           | Bob Mark                 | 1er tour (1/64) | Geoff Ward       | —               | —              |
| 1959  | —                | —                | 2e tour (1/32)           | Billy Knight             | 1er tour (1/64) | Oliver Prenn     | —               | —              |
| 1960  | —                | —                | 3e tour (1/16)           | Pierre Darmon            | 2e tour (1/32)  | Bobby Wilson     | —               | —              |
| 1961  | —                | —                | 1er tour (1/64)          | Bob Howe                 | 1er tour (1/64) | Dennis Ralston   | —               | —              |
| 1962  | —                | —                | 2e tour (1/32)           | Whitney Reed             | 2e tour (1/32)  | Pierre Darmon    | —               | —              |
| 1963  | —                | —                | 3e tour (1/16)           | Ken Fletcher             | 1er tour (1/64) | J. Mukerjea      | —               | —              |
| 1964  | —                | —                | —                        | —                        | 1er tour (1/64) | Gene Scott       | 3e tour (1/16)  | Cliff Richey   |
| 1965  | —                | —                | 1er tour (1/64)          | Jiří Javorský            | 1er tour (1/64) | J.-C. Barclay    | —               | —              |
| 1966  | 2e tour (1/16)   | Roger Taylor     | 1er tour (1/64)          | Cliff Drysdale           | 1er tour (1/64) | José Luis Arilla | —               | —              |
| 1967  | —                | —                | 2e tour (1/32)           | István Gulyás            | 1er tour (1/64) | Ove Bengtson     | —               | —              |
| 1968  | —                | —                | —                        | —                        | 1er tour (1/64) | Alex Olmedo      | —               | —              |
| 1969  | —                | —                | 2e tour (1/32)           | Dennis Ralston           | 1er tour (1/64) | Brian Fairlie    | 1er tour (1/64) | Stan Smith     |
| 1970  | —                | —                | 3e tour (1/16)           | Cliff Richey             | —               | —                | —               | —              |
| 1971  | —                | —                | 1er tour (1/64)          | Ray Ruffels              | —               | —                | —               | —              |
| 1972  | —                | —                | 1er tour (1/64)          | V. Korotkov              | 1er tour (1/64) | Jan Kodeš        | —               | —              |
| 1973  | —                | —                | —                        | —                        | —               | —                | —               | —              |
| 1974  | —                | —                | 1er tour (1/64)          | J. Ganzábal              | —               | —                | —               | —              |

N.B. : à droite du résultat se trouve le nom de l'ultime adversaire.

### En double
| Année | Open d'Australie | Open d'Australie | Internationaux de France     | Internationaux de France   | Wimbledon                   | Wimbledon            | US Open | US Open |
| ----- | ---------------- | ---------------- | ---------------------------- | -------------------------- | --------------------------- | -------------------- | ------- | ------- |
| 1968  | —                | —                | 1er tour (1/32) M. Boulle    | R. Emerson Rod Laver       | —                           | —                    | —       | —       |
| 1969  | —                | —                | 2e tour (1/16) G. Merlo      | P. Barthes Niki Pilić      | 1er tour (1/32) Pinto-Bravo | T. Koch J. Mandarino | —       | —       |
| 1970  | —                | —                | 2e tour (1/16) Pinto-Bravo   | I. Năstase Ion Țiriac      | 1er tour (1/32) Pinto-Bravo | R. Emerson Rod Laver | —       | —       |
| 1971  | —                | —                | —                            | —                          | 1er tour (1/32) I. Gulyás   | P. Barthes Chanfreau | —       | —       |
| 1972  | —                | —                | —                            | —                          | 1er tour (1/32) Pinto-Bravo | Lew Hoad Abe Segal   | —       | —       |
| 1973  | —                | —                | 1er tour (1/32) R. Chávez    | R. Cano G. Vilas           | —                           | —                    | —       | —       |
| 1977  | —                | —                | 1er tour (1/32) J. Mandarino | Alvaro Fillol Jaime Fillol | —                           | —                    | —       | —       |
| 1978  | —                | —                | 2e tour (1/16) Dalla-Fontana | Carmichael B. Teacher      | —                           | —                    | —       | —       |
| 1979  | —                | —                | —                            | —                          | 2e tour (1/16) J. L. Clerc  | Jan Kodeš Tomáš Šmíd | —       | —       |

N.B. : le nom du ou de la partenaire se trouve sous le résultat ; le nom des ultimes adversaires se trouve à droite.